# Râul Valea Peștilor, Vaser
Râul Valea Peștilor este un curs de apă, afluent al Vaserului. 